# Raúl Alarcón
Raúl Alarcón García (Sax, Alicante, Espanha, 25 de março de 1986) é um ciclista profissional que estreia como profissional no ano de 2007 com a equipa Saunier Duval-Prodir.

## Trajectória
Depois de duas temporadas como profissional teve que requalificar-se amador, categoria na que correu para CCN-Valência Terra i Mar e para Asfaltos Guerola-Valencia-Terra i Mar onde ganhou a Copa da Espanha de Ciclismo, o Ranking da Real Federação Espanhola de Ciclismo e a Volta a Segovia em 2010.
Depois de dois anos, voltou em 2011 ao profissionalismo da mão da equipa luso Barbot-Efapel.
Em 2011, conseguiu o prêmio da montanha no G. P. de Llodio e na Volta a Castela e Leão e ganhar uma etapa no Troféu Joaquim Agostinho.
Em 2013 alinhou pela equipa Louletano-Dunas Douradas onde venceu uma etapa na Volta a Portugal.
Em 2015 alinhou pela equipa W52-Quinta da Lixa-Jetclass onde conseguiu acabar o 13.º na Volta a Portugal e 4.º no Tour do Rio (Brasil).
Em 2016 a equipa passou a ser uma das secções da equipa de futebol do Porto e denominar-se W52-Fc Porto-Porto Canal, onde conseguiu vencer a montanha na Volta a Castela e Leão e a Volta às Astúrias, uma etapa no Troféu Joaquim Agostinho onde terminou 3.º na geral e 4.º na Volta a Portugal.
Em 2017 venceu a última etapa da Volta às Astúrias e a geral por adiante de Nairo Quintana e de Óscar Sevilla.
Também venceu uma etapa na Volta à Comunidade de Madrid e foi 2.º na geral, uma etapa no Grande Prêmio Internacional de Fronteiras e a Serra da Estrela e duas etapas na Volta a Portugal (uma delas na mítica chegada ao alto de Senhora da Graça) e o geral final. Em 2018 repetiria sucesso na rodada portuguesa ao levar-se novamente a geral além de três etapas.
Em 21 de outubro de 2019 a UCI sancionou-o de maneira provisória pelo uso de substâncias e/ou métodos proibidos. Em 10 de março de 2021 fez-se pública a sua suspensão de quatro anos, até 20 de outubro de 2023, e anularam-se-lhe todos seus resultados desde 28 de julho de 2015.

## Palmarés
- 2011
  - 1 etapa do Troféu Joaquim Agostinho

- 2013
  - 1 etapa da Volta a Portugal

## Equipas
- Saunier Duval-Prodir (2007-2008)
- Efapel (2011-2012)
  - Barbot-Efapel (2011)
  - Efapel-Glassdrive (2012)
- Louletano-Dunas Douradas (2013-2014)
- W52 (2015-2019)
  - W52-Quinta da Lixa (2015)
  - W52-FC Porto (2016-2019)